# Anelaphus subfasciatus
Anelaphus subfasciatus es una especie de escarabajo longicornio del género Anelaphus, categorizada en la tribu Elaphidiini, de la subfamilia Cerambycinae. Fue descrita por Gahan en 1895.

## Descripción
Mide 8-16 mm de longitud.

## Distribución
Se distribuye por América: Guadalupe.